# معجون سيليكوني

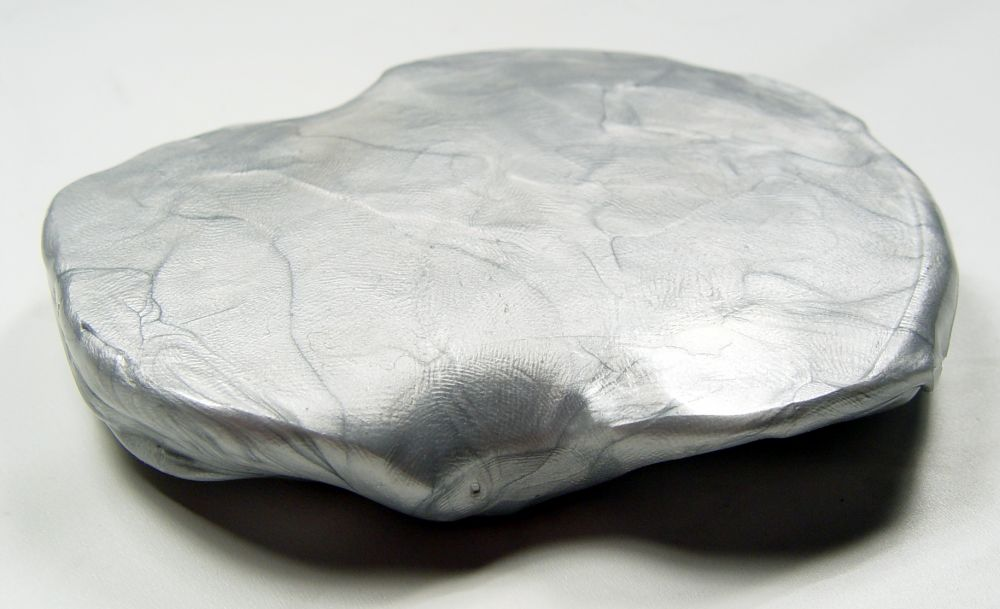
معجون سيلكوني فضي اللون

المعجون السيلكوني هي لعبة تعتمد على بوليميرات السيليكون التي لها خصائص فيزيائية غير عادية. فهو يرتد، ولكنه ينكسر عندما توجه إليه ضربة قاسية، وقد يتدفق أيضاً وكأنه سائل. يحتوي على سيليكون سائل لزج مطاطي (وهو نوع من السوائل غير النيوتونية) مما يجعله يعمل كسائل لزج على مدى فترة زمنية طويلة وكمادة صلبة مرنة خلال فترة زمنية قصيرة. تم إنشاؤه في الأصل أثناء البحث في بدائل المطاط الممكنة لاستخدامها من قبل الولايات المتحدة في الحرب العالمية الثانية.
اسم سيلي بوتي هو علامة تجارية لشركة كرايولا (ش.م.م). تستخدم أسماء أخرى لتسويق مواد مماثلة من الشركات المصنعة الأخرى.

## الوصف
كمعجون كذاب، يُعرف المعجون السيليكوني بخصائصه الغير عادية. يرتد لكنه ينكسر عند توجيه ضربة حادة ؛ كذلك يمكن أن يطفو في السوائل ويشكل بركة مع الوقت الكافي. تحتوي منتجات المعجون السيليكوني ومعظم منتجات المعجون الأخرى على عوامل مطاطية لزجة مضافة لتقليل التدفق وتمكين المعجون من الاحتفاظ بشكله.
يتكون معجون السليكوني الأصلي ذو اللون المرجاني من 65٪ ثنائي ميثيل سيلوكسان (بوليمرات هيدركسيد مع حمض البوريك) ، 17٪ سيليكيا (كوارتز بلوري) ، 9٪ ثيكساترول ST (مشتق من زيت الخروع ) ، 4٪ بوليديميثيل سيليوسكال ، 1٪ ديكاميثيل سيكلوبنتاسيلوكسان ، 1٪ جلسرين و 1٪ ثاني أكسيد تيتانيوم .

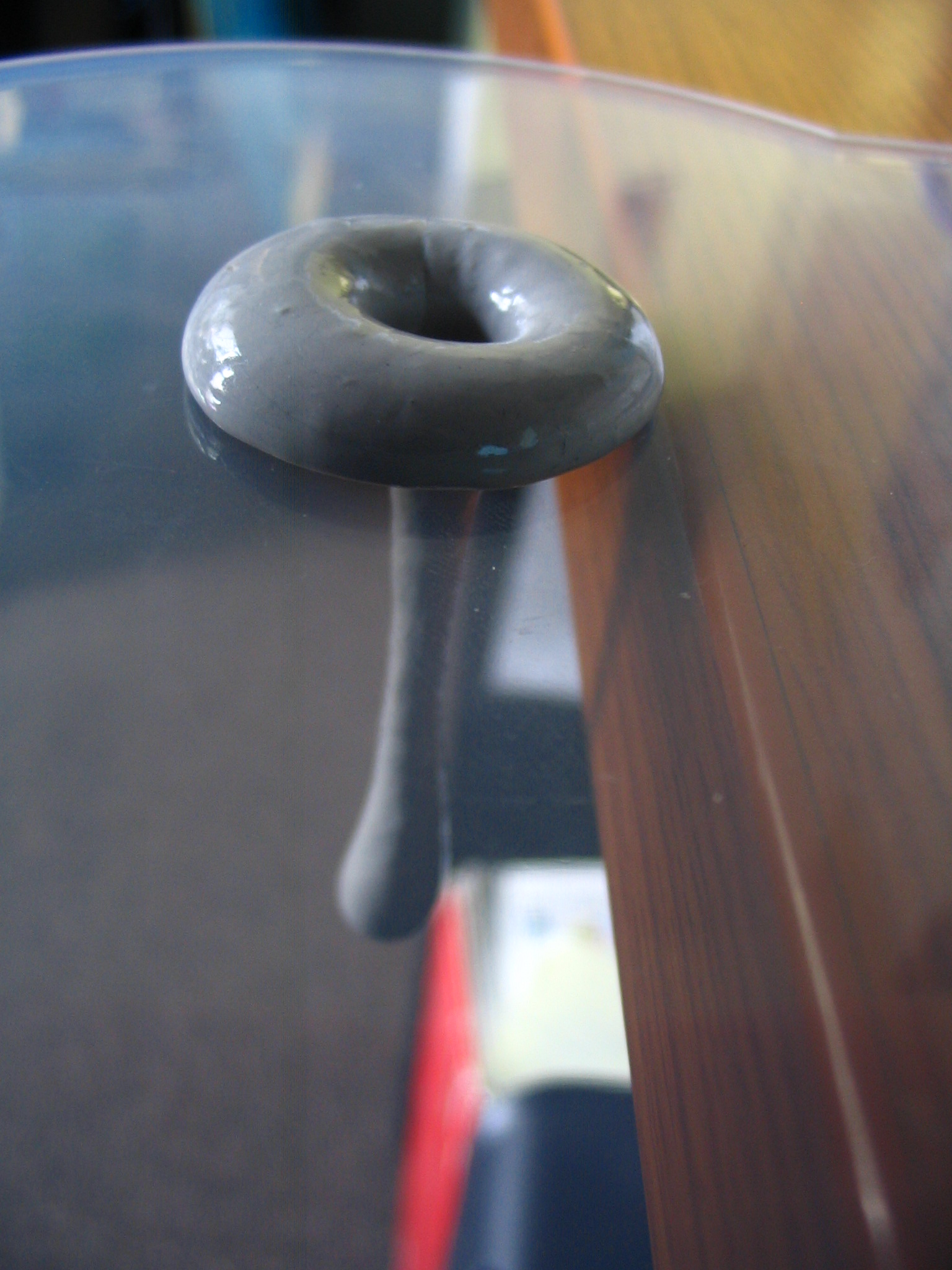
معجون سيليكوني يتدفق من خلال ثقب

ترجع خصائص التدفق غير المعتادة لـلمعجون السيليكوني إلى المكون ثنائي ميثيل بولي سيلوكسين، وهو مادة مرنة لزجة . اللزوجة المطاطية هي نوع من التدفق غير النيوتوني، والتي تميز المادة التي تعمل كسائل لزج على مدى فترة زمنية طويلة ولكن كمادة مرنة صلبة خلال فترة زمنية قصيرة. نظرًا لأن لزوجته الظاهرة تزداد بشكل مباشر فيما يتعلق بكمية القوة المطبقة ، يمكن وصف المعجون السلكوني بأنه سائل متمدد .
المعجون المتمدد هو أيضًا مادة لاصقة جيدة إلى حد ما. عندما كان حبر الصحيفة يعتمد على البترول ، يمكن استخدام المعجون السلكوني لنقل صور الجرائد إلى الأسطح الأخرى ، مما يوفر التسلية عن طريق تشويه الصورة المنقولة بعد ذلك. تعتبر الأوراق الأحدث التي تحتوي على أحبار تعتمد على فول الصويا أكثر مقاومة لهذه العملية.
بشكل عام ، يصعب إزالة المعجون السلكوني من العناصر المنسوجة مثل الأوساخ والملابس. غالبًا ما تكون معقمات اليدين التي تحتوي على الكحول مفيدة. يذوب عند ملامسة المعجون السلكوني للكحول؛ بعد أن يتبخر الكحول ، لن تظهر المادة خصائصها الأصلية.
إذا تم غمر المعجون السلكوني في ماء دافئ أو ساخن ، فسوف يصبح أكثر نعومة وبالتالي «يذوب» بشكل أسرع. ويصبح من الصعب أيضًا إزالة كميات صغيرة منه من على الأسطح. بعد فترة طويلة من الزمن ، ستعود إلى لزوجتها الأصلية.
يُباع المعجوني السيليكوني كقطعة من الصلصال 13 غ (0.46 أونصة) داخل صندوق بلاستيكي على شكل بيضة. وتملك شركة كرايولا ش.م.م (المعروفة سابقاً باسم بيني وسميث) العلامة التجارية المعجون السيليكوني. اعتبارا من يوليو 2009 ، تباع يوميا20 ألف بيضة من المعجون السيليكوني. منذ عام 1950، تم بيع أكثر من 300 مليون بيضة من المعجون السيليكوني (حوالي 4500 طن أو 4100 طن).ويتوفربألوان مختلفة، بما في ذلك اللون المتوهج في الظلام واللون المعدني.وتقدم العلامات التجارية الأخرى مواد مماثلة، وأحياناً في صناديق أو علب ذات حجم أكبر، وفي مجموعة متنوعة مماثلة من الألوان أو ذات خصائص مختلفة، مثل المغناطيسية والتقزح اللوني.

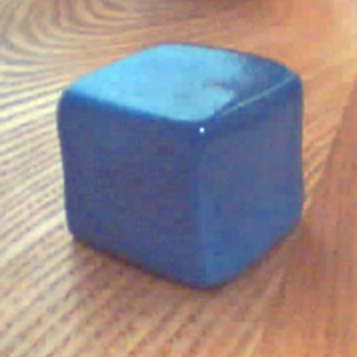
معجون سيليكوني على شكل مكعب صلب

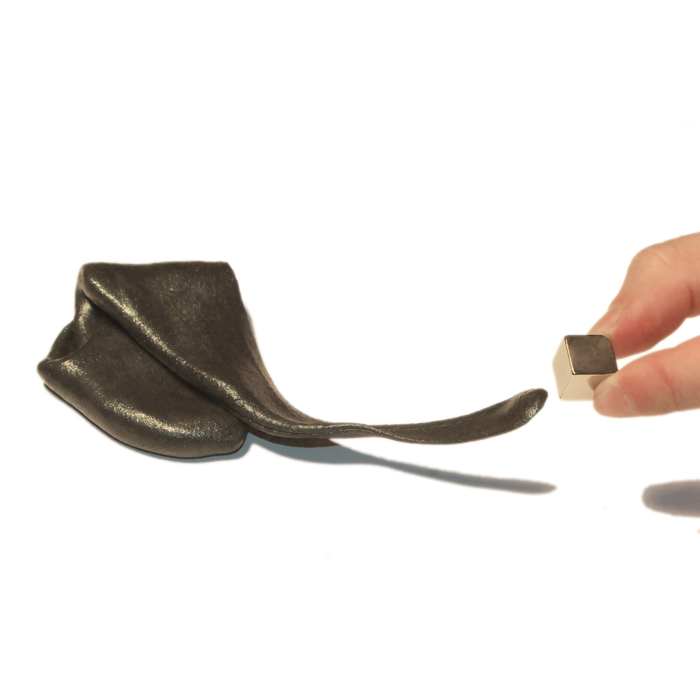